# Mike Fleiss
Mike Fleiss est un producteur, scénariste et réalisateur américain né le 14 avril 1964 à Fullerton, Californie (États-Unis).

## Filmographie

### comme producteur
- 1996 : Wow! The Most Awesome Acts on Earth (TV)
- 1996 : Real Funny (TV)
- 1996 : Television's Comedy Classics (TV)
- 1998 : Shocking Behavior Caught on Tape: Part 1 (TV)
- 1998 : World's Wildest Websites (TV)
- 1998 : Shocking Behavior Caught on Tape: Part 2 (TV)
- 2000 : It's Your Chance of a Lifetime (série télévisée)
- 2000 : Who Wants to Marry a Multi-Millionaire? (TV)
- 2002 : The Bachelor (série télévisée)
- 2003 : Mexican Pie (The Quest)
- 2003 : High School Reunion (série télévisée)
- 2003 : The Bachelorette (série télévisée)
- 2003 : Are You Hot? The Search for America's Sexiest People (série télévisée)
- 2003 : Massacre à la tronçonneuse (The Texas Chainsaw Massacre)
- 2003 : Trista & Ryan's Wedding (feuilleton TV)
- 2004 : High School Reunion (série télévisée)
- 2004 : The WB's Superstar USA (série télévisée)
- 2004 : The Real Gilligan's Island (série télévisée)
- 2004 : B.M.O.C.: Big Man on Campus (feuilleton TV)
- 2005 : The Starlet (série télévisée)
- 2005 : The Will (série télévisée)
- 2005 : Hostel
- 2006 : Poseidon

### comme scénariste
- 1996 : Real Funny (TV)
- 1996 : Television's Comedy Classics (TV)
- 1997 : World's Deadliest Volcanoes (TV)
- 1997 : World's Scariest Police Shootouts (TV)
- 1998 : Shocking Behavior Caught on Tape: Part 1 (TV)

### comme réalisateur
- 2003 : Mexican Pie (The Quest)